# Stenhomalus saleuicola
Stenhomalus saleuicola är en skalbaggsart som beskrevs av Tatsuya Niisato 2003. Stenhomalus saleuicola ingår i släktet Stenhomalus och familjen långhorningar.
Artens utbredningsområde är Laos. Inga underarter finns listade i Catalogue of Life.